# Круговорот (фильм, 1986)
«Круговорот» (груз. ორომტრიალი) — советский цветной художественный фильм 1986 года, снятый режиссёром Ланой Гогоберидзе по её же сценарию, написанному совместно с Заирой Арсенишвили на киностудии «Грузия-фильм».
Премьера фильма состоялась 18 мая 1987 года. Картину посмотрели 1,5 млн зрителей.

## Сюжет
Бывшая кинозвезда Манана и научная сотрудница Русудан теряют связь из-за жизненных забот. После случайной аварии Русудан попадает в больницу, где ей оказывают помощь. В это время Манана, испытывающая финансовые трудности, занимает деньги у своего старого поклонника Андро. Его девятнадцатилетняя дочь Саломе, недовольная маминой расточительностью, пытается вернуть деньги, но знакомый ей Бадри их крадет и проигрывает. В больнице умирает Нана, бывшая возлюбленная Андро и мать маленькой Анны. Манана и Русудан решают поддержать осиротевшую девочку, и Русудан принимает решение удочерить её после того, как Андро отказывается за ней ухаживать.

## В ролях
- Лейла Абашидзе (дублировала Тамара Сёмина) — Манана Иашвили, бывшая кинозведа
- Лия Элиава (дублировала Лариса Данилина) — Русудан
- Гурам Пирцхалава (дублировал Тимофей Спивак) — Андро Чикванари
- Отар Мегвинетухуцеси (дублировал Владимир Балашов) — Дмитрий Константинович, профессор
- Меги Цулукидзе (дублировала Тамара Совчи) — Матико
- Додо Чичинадзе (дублировала Светлана Коновалова) — Кетеван, жена Дмитрия
- Нинель Чанкветадзе (дублировала Александра Назарова) — Нана, первая жена Андро
- Нино Цецхладзе (дублировала Мария Овчинникова) — Анна, дочь Наны и Андро
- Саломе Алекси-Месхишвили (дублировала Дарья Шпаликова) — Саломе, дочь Мананы
- Леван Абашидзе (дублировал Владимир Басов) — Бадри, друг Саломе
- Мераб Нинидзе (дублировал Василий Маслаков) — Ираклий, друг Саломе
- Гуранда Габуния (дублировала Нелли Витепаш) — Лаура, жена Андро
- Дареджан Харшиладзе (дублировала Ольга Григорьева) — Нино, виолончелистка
- Михаил Иоффе (дублировал Николай Граббе) — Борис, врач
- Тамара Схиртладзе — эпизод
- Т. Менабде — эпизод
- Реваз Таварткиладзе — эпизод
- Русудан Квливидзе — эпизод
- Леван Эристави — Тенгиз, режиссёр на телевидении
- Дали Мацаберидзе — эпизод
- Ц. Дадиани — эпизод

## Съёмочная группа
- Авторы сценария: Заира Арсенишвили, Лана Гогоберидзе
- Режиссёр-постановщик: Лана Гогоберидзе
- Оператор-постановщик: Нугзар Эркомайшвили
- Художник-постановщик: Гоги Микеладзе
- Композитор: Гия Канчели
- Звукооператор: Зураб Надарая
- Режиссёры: Нана Хатискаци, Нателла Имерлишвили
- Оператор: Зураб Георгадзе
- Художник-декоратор: С. Дашту
- Художник по костюмам: Эка Магалашвили
- Художник-гримёр: Гурам Барнабишвили
- Монтажёр: Саломе Мачаидзе
- Редакторы: Теа Габуния, Резо Квеселава
- Директор картины: Шота Даушвили

Фильм дублирован на киностудии им. Горького
- Режиссёр дубляжа: Галина Водяницкая
- Звукооператор: Анатолий Елисеев

## Критика
«Круговорот» — произведение, насыщенное событиями, а более того, происшествиями, и, наблюдая за ними в течение некоторого времени, начинаешь задавать себе вопрос: «К чему же всё это идёт?..» Должны ведь обнаружиться в картине и своего рода центр притяжения, средоточие и оправдание авторских усилий, организующие начало, благодаря которому все случайности, неожиданности и совпадение обретут эстетическую целесообразность.
— Н. Савицкий, журнал «Советский экран», №17, 1987 год

## Фестивали
- 1987 — Международный кинофестиваль в Токио (Япония) — Приз за режиссуру
- 1988 — Международный кинофестиваль режиссёров-женщин во Флоренции (Италия) — Специальный приз «Золотой Флорин» за вклад в развитие мирового кинематографа
- 1988 — Международный кинофестиваль в Кретее (Франция) — Почётный приз «Женщины в кино»